# Catedral basílica de Nuestra Señora (Sées)
La basílica catedral de Nuestra Señora de Sées o simplemente catedral de Sées (en francés: Basilique-Cathédrale Notre-Dame) es una catedral católica y monumento nacional de Francia en Sées (antes también Séez) en Normandía. Es la sede del obispo de Sées.
La catedral gótica data de los siglos XIII y XIV y ocupa el sitio de tres iglesias anteriores. El frente oeste, que tiene contrafuertes que se proyectan más allá de él, tiene dos torres en un trabajo abierto de 230 pies de alto. La nave fue construida hacia finales del siglo XIII. El coro, construido poco después, es notable por la ligereza de su construcción. En el coro hay cuatro bajorrelieves que representan escenas en la vida de la Virgen María, y el altar está adornado con otro que representa la remoción de las reliquias de los santos Gervais y Protais. La iglesia ha sido constantemente objeto de restauraciones y reconstrucciones.[cita requerida]
La catedral tiene un órgano de Cavaille-Coll que se ha restaurado recientemente. Los recitales de la tarde del domingo se llevan a cabo durante julio y agosto. El órgano del coro es también hecho por el mismo fabricante.[cita requerida]
En 2015, durante los trabajos de restauración de la Torre Norte, se instalaron tres campanas nuevas.[cita requerida]

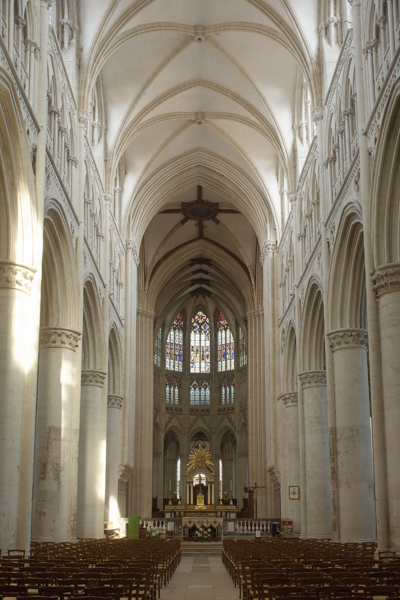
Vista interna